# Win Myint
Win Myint (n. 8 noiembrie 1951, Danubyu⁠(d), Ayeyarwady Region⁠(d), Myanmar) este un politician birmanez care a ocupat funcția de președinte al Myanmar din 2018 până în 2021, fiind al zecelea birmanez care ocupă această funcție. A fost înlăturat din funcție în lovitura de stat din 2021. A fost președintele Camerei Reprezentanților din Myanmar din 2016 până în 2018. De asemenea, a fost membru al parlamentului în Camera Reprezentanților (Pyithu Hluttaw) din 2012 până în 2018. Win Myint a fost privit ca un important aliat și substituent pentru consilierul de stat Aung San Suu Kyi, care a funcționat ca șef al guvernului, dar a fost exclusă din punct de vedere constituțional din a deveni președinte.